# Microula trichocarpa
Microula trichocarpa là loài thực vật có hoa trong họ Mồ hôi. Loài này được (Maxim.) I.M. Johnst. mô tả khoa học đầu tiên năm 1928.